# Campeonato Mundial de Tenis de Mesa de 2025
El LVIII Campeonato Mundial de Tenis de Mesa se celebró en Doha (Catar) entre el 17 y el 25 de mayo de 2025 bajo la organización de la Federación Internacional de Tenis de Mesa (ITTF) y la Federación Catarí de Tenis de Mesa.
Las competiciones se realizaron en la Arena Deportiva Lusail de la capital catarí.

## Calendario
| P | Preliminares | ⅛ | Octavos de final | ¼ | Cuartos de final | ½ | Semifinales | F | Finales |

| Mayo de 2025         | 17 Sáb | 18 Dom | 19 Lun | 20 Mar | 21 Mié | 22 Jue | 23 Vie | 24 Sáb | 25 Dom |
| -------------------- | ------ | ------ | ------ | ------ | ------ | ------ | ------ | ------ | ------ |
| Individual masculino | P      | P      | P      | P      | P      | ⅛      | ¼      | ½      | F      |
| Dobles masculino     | P      | P      | P      | ⅛      | ⅛      | ¼      | ¼      | ½      | F      |
| Individual femenino  | P      | P      | P      | P      | P      | ⅛      | ¼      | ½      | F      |
| Dobles femenino      | P      | P      | P      | ⅛      | ⅛      | ¼      | ¼      | ½      | F      |
| Dobles mixto         | P      | P      | P      | ⅛      | ¼      | ¼      | ½      | F      | —      |

## Medallistas

### Masculino
| Evento             | Oro                                    | Plata                                 | Bronce                                                                      |
| ------------------ | -------------------------------------- | ------------------------------------- | --------------------------------------------------------------------------- |
| Individual (25.05) | Wang Chuqin China                      | Hugo Calderano · Brasil               | Truls Möregårdh · Suecia Liang Jingkun · China                              |
| Dobles (25.05)     | Hiroto Shinozuka Shunsuke Togami Japón | Lin Yun-Ju Kao Cheng-Jui China Taipéi | Esteban Dorr Florian Bourrassaud Francia Alexis Lebrun Félix Lebrun Francia |

### Femenino
| Evento             | Oro                       | Plata                                                  | Bronce                                                                |
| ------------------ | ------------------------- | ------------------------------------------------------ | --------------------------------------------------------------------- |
| Individual (25.05) | Sun Yingsha China         | Wang Manyu China                                       | Mima Ito Japón Chen Xingtong China                                    |
| Dobles (25.05)     | Wang Manyu Kuai Man China | Sofia Polcanova · Austria · Bernadette Szőcs · Rumania | Miwa Harimoto Miyuu Kihara Japón Shin Yu-Bin Ryu Han-Na Corea del Sur |

### Mixto
| Evento         | Oro                           | Plata                              | Bronce                                                                       |
| -------------- | ----------------------------- | ---------------------------------- | ---------------------------------------------------------------------------- |
| Dobles (24.05) | Wang Chuqin Sun Yingsha China | Maharu Yoshimura Satsuki Odo Japón | Wong Chun Ting Doo Hoi Kem Hong Kong Lim Jong-Hoon Shin Yu-Bin Corea del Sur |

## Medallero
| Núm. | País          | Oro | Plata | Bronce | Total |
| ---- | ------------- | --- | ----- | ------ | ----- |
| 1    | China         | 4   | 1     | 2      | 7     |
| 2    | Japón         | 1   | 1     | 2      | 4     |
| 3    | Austria       | 0   | 1     | 0      | 1     |
| 3    | Brasil        | 0   | 1     | 0      | 1     |
| 3    | China Taipéi  | 0   | 1     | 0      | 1     |
| 3    | Rumania       | 0   | 1     | 0      | 1     |
| 7    | Corea del Sur | 0   | 0     | 2      | 2     |
| 7    | Francia       | 0   | 0     | 2      | 2     |
| 9    | Hong Kong     | 0   | 0     | 1      | 1     |
| 9    | Suecia        | 0   | 0     | 1      | 1     |
|      | TOTAL         | 5   | 6     | 10     | 21    |